# Adobe Source Libraries
Pour les articles homonymes, voir ASL.
Adobe Source Libraries (ASL) est un ensemble de bibliothèques de composant logiciels permettant la définition d'algorithmes sous forme déclarative qu'Adobe a rendu disponible sous licence open source.
Les deux premières bibliothèques qui furent rendues publiques ont pour nom de code Adam et Eve.
- Adam permet de spécifier la machine d'état liée à un composant d'interface graphique.
- Eve permet de décrire une interface graphique et de la générer grâce à un parseur